# Volontario di guerra
Per volontario di guerra si intende quella persona, sia un militare che un civile, che si arruola in caso di conflitto all'interno di una forza armata (es. esercito) in maniera volontaria, senza coscrizione obbligatoria, per andare a combattere in guerra, o comunque prestare servizio durante un conflitto bellico.

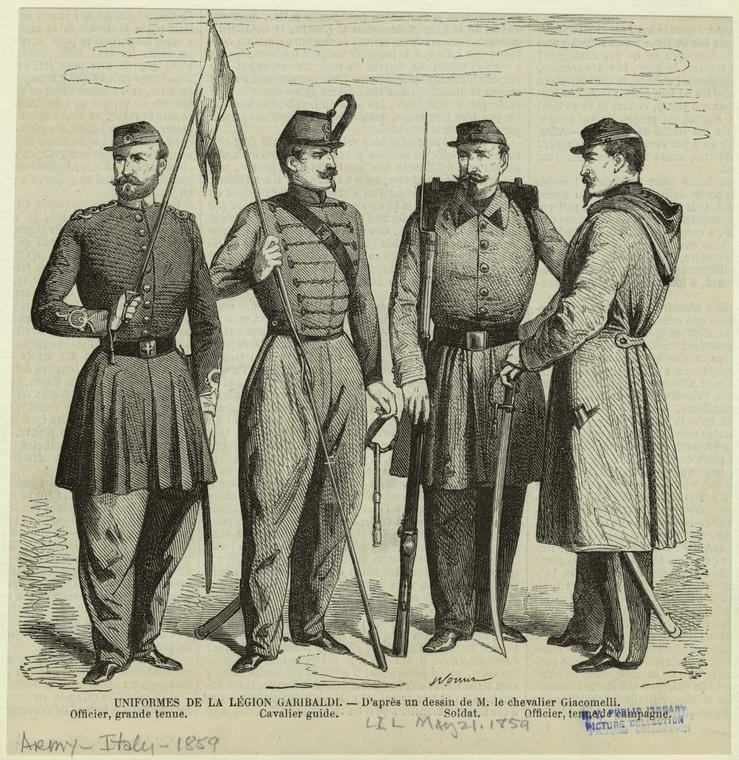
Cacciatori delle Alpi nel 1859, corpo di volontari nella seconda guerra d'indipendenza italiana

Il fenomeno del volontariato militare è al centro di un crescente interesse accademico sia a livello internazionale sia nazionale.

## Storia
Sebbene il volontarismo bellico possa farsi risalire all'età antica, ebbe grande impulso a partire dal Medioevo con il fenomeno delle Crociate. Durante il fenomeno del colonialismo poi seguirono i volontari spagnoli, portoghesi e olandesi che conquistarono le Indie e le Americhe. Nell'epoca moderna i polacchi, che combatterono sotto le bandiere francesi, e i prussiani. Volontari europei combatterono per l'indipendenza della Grecia. Al Risorgimento italiano diedero il loro tributo di sangue ungheresi e polacchi.

## Nel mondo

### Stati Uniti

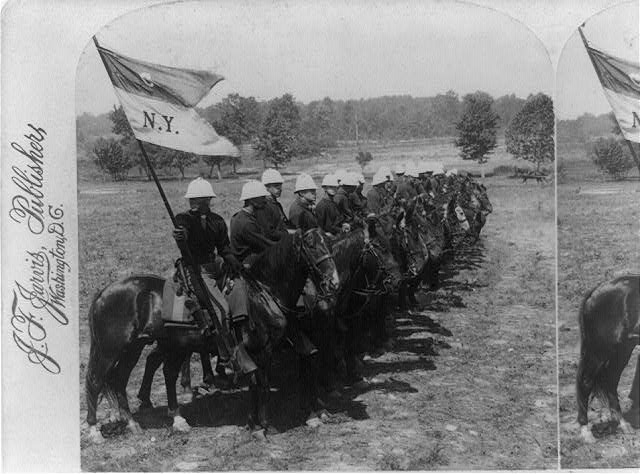
Reparto di Cavalleria statunitense, composto da volontari nel 1898 (Guerra ispano-americana)

Negli Stati Uniti le truppe arruolate come milizie dei vari Stati federati erano sempre descritte come "volontari".  Sia i volontari statunitensi che i regolari venivano chiamati "US troops".
Nel 1812 la stragrande maggioranza dei soldati che prestarono servizio nella guerra anglo-americana erano volontari o membri delle milizie.

### Italia
In Italia il volontarismo fu il sentimento da cui sgorgò il Risorgimento, ma volontari italiani combatterono anche per l'indipendenza greca, in Sud America con legione di Garibaldi, nelle guerre carliste in Spagna. Nel 1859 i reparti di volontari inquadrati nei Cacciatori delle Alpi divennero un complemento alle forze regolari, fenomeno che poi si ampliò nel 1866 con il Corpo Volontari Italiani. Con lo scoppio della prima guerra mondiale, significativo fu il fenomeno del volontarismo, sotto la spinta dell'Associazione Nazionalista Italiana. Reparti italiani composti esclusivamente di volontari di guerra furono nella guerra civile spagnola il Corpo Truppe Volontarie  e nella seconda guerra mondiale la 29. divisione Waffen SS, nelle file tedesche, e i Volontari della Libertà che presero parte alla Resistenza.

#### Onorificenze
E anche la qualifica di "volontario di guerra" è stata riconosciuta legalmente dallo Stato italiano. Le onorificenze previste sono:
 - volontari della Guerra Italo-austriaca 1915-1918  (regio decreto 24 maggio 1923, n.1163);
 - irredenti volontari di guerra 1915-18  (Regio decreto n. 1626 del 16 ottobre 1921)
 - volontari della Campagna in Africa Orientale 1935-1936 (regio decreto 26 ottobre 1939, n.2163);
 - volontari della Campagna di Spagna 1936-39  (regio decreto 6 giugno 1940, n.1244);
 - volontari della Seconda guerra mondiale 1940-43 (decreto l. 21 aprile 1948, n.1054)
 - volontari della guerra 1943-45 (R.D.L. n. 54 del 27 gennaio 1944)
 - volontari del Corpo Volontari della libertà 1943-45  (decreto luogotenenziale 3 maggio 1945, n.350).